# Zar‘it
Zar‘it (hebreiska: זרעית, Zar’it, כפר רוזנולד) är en ort i Israel.   Den ligger i distriktet Norra distriktet, i den norra delen av landet. Zar‘it ligger 630 meter över havet och antalet invånare är 250.
Terrängen runt Zar‘it är huvudsakligen kuperad, men österut är den platt. Runt Zar‘it är det ganska tätbefolkat, med 139 invånare per kvadratkilometer. Närmaste större samhälle är Maalot Tarshīhā, 9,4 km söder om Zar‘it. Trakten runt Zar‘it består till största delen av jordbruksmark.